# سندان

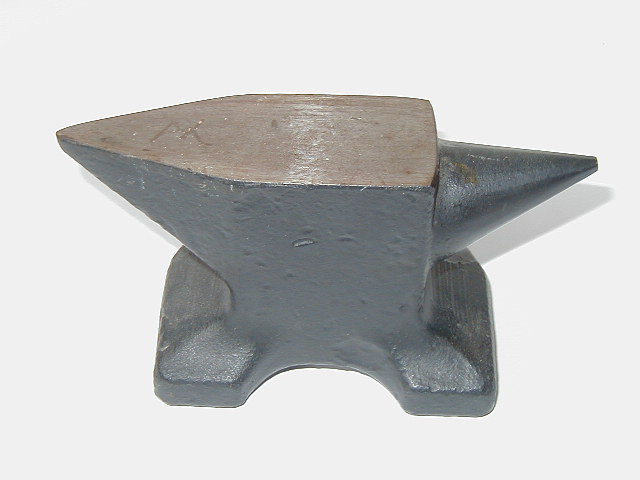
یک سندان کوچک

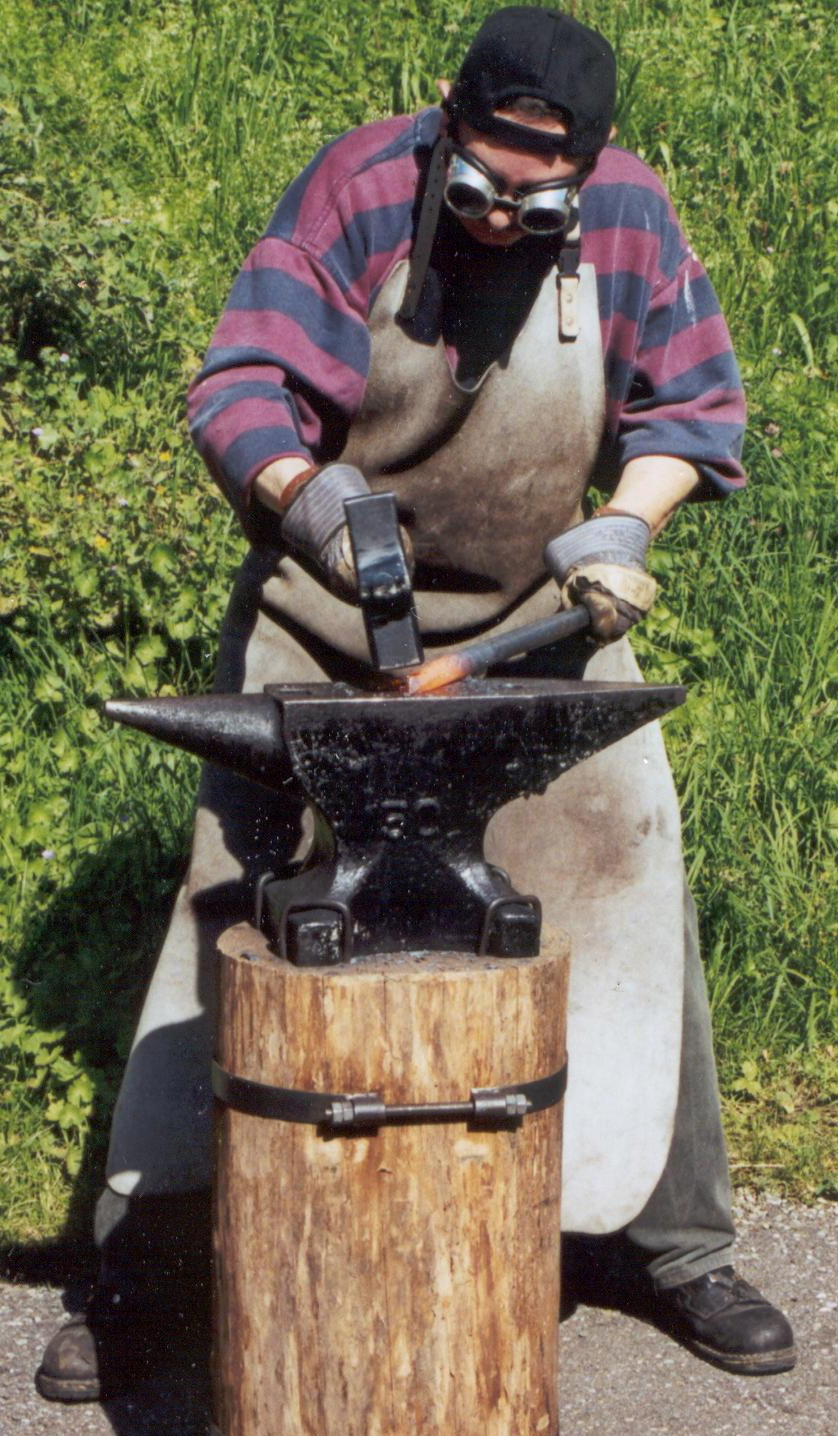
فلزکاری به‌وسیله یک پتک آهنگری بر روی یک سندان.

سِندان ابزاری فلزی است که آهنگران، مسگران و نعلبندان اشیاء را بر آن می‌کوبند یا آهن‌پاره‌ها را با پتک بر روی آن صاف می‌کنند.
سندان از چدن یا فولاد ساخته می‌شود و روی پایه‌ای چدنی یا قطعه‌ای چوب محکم قرار داده می‌شود. سطح سندان را سخت می‌کنند و دماغه سندان شکل‌های گوناگونی دارد و به کمک آن می‌توان فلزات را به شکل دلخواه آهنگری کرد. برخی سندان‌ها نیز دو دماغه هستند.
لَختی (ماند) سندان باعث می‌شود تا انرژی ابزار ضربه‌زننده به شیء ضربه‌خورنده منتقل شود.
نام‌های دیگری که در قدیم برای سندان به‌کار می‌رفت، آهنین کرسی، غفچ و خایسک بود.
سندان‌ها را معمولاً بر اساس وزن دسته‌بندی می‌کنند. آهنگران فلزات قیمتی معمولاً از سندان‌هایی چند کیلویی استفاده می‌کنند اما آهنگران ابزارساز در شهرها و روستاهای قدیم معمولاً سندان‌هایی سنگین داشتند که وزن آن‌ها گاه به ۲۰۰ یا ۴۰۰ کیلوگرم هم می‌رسید.
البته سندان های بزگتری نیز وجود دارد که وزن آنها به بیش از ۴۰۰ تن میرسد و در صنعت ماشین سازی کاربرد زیاد دارد.
امروزه از سندان کمتر استفاده می‌شود و در برخی از جوامع بیشتر به صورت نمادی از گذشته‌ها درآمده‌است. امروزه نیز در ساخت گیوه از سندان چوبی استفاده می‌کنند.

## بخش‌های سندان
- مقر ابزار: که می‌توان دسته‌ها، قرارها و قرارهای دم را در آن جای داد
- سوراخ سنبه‌کاری و میز: که قلم‌زنی یا برش روی آن انجام می‌شود.
- دماغه
- گلو
- پایه
- لبهٔ گرد

## ساختار
سطح کار اصلی سندان به نام صورت شناخته می‌شود. عموماً از جنس استیل سخت ساخته شده‌است و برای بیشتر کارها باید با لبه‌های گرد و صاف باشد. هر علامت روی صورت به کار منتقل می‌شود. همچنین، لبه‌های تیز تمایل به برش فلز در حال کار دارند و ممکن است باعث ایجاد شکاف در قطعه کار شود. صورت برای مقاومت در برابر ضربات چکش اسمیت سخت می‌شود، بنابراین قسمت صورت تحت استفاده مکرر تغییر شکل نمی‌یابد. یک صورت خاردار سخت نیز میزان نیروی از دست رفته در هر ضربه چکش را کاهش می‌دهد. چکش‌ها، ابزارها و قطعات کار شده از فولاد سخت شده هرگز نباید مستقیماً با نیروی کامل به صورت سندان برخورد کند، زیرا ممکن است به آن آسیب برساند. این می‌تواند منجر به تراشیدن یا تغییر شکل صورت سندان شود.